# Plagiostenopterina gemina
Plagiostenopterina gemina är en tvåvingeart som först beskrevs av Seguy 1933.  Plagiostenopterina gemina ingår i släktet Plagiostenopterina och familjen bredmunsflugor. Inga underarter finns listade i Catalogue of Life.